# Archie Williams
Archibald Franklin Williams, detto Archie (Oakland, 1º maggio 1915 – Fairfax, 24 giugno 1993), è stato un velocista statunitense, campione olimpico dei 400 metri piani ai Giochi di Berlino 1936.

## Palmarès
| Anno | Manifestazione  | Sede    | Evento      | Risultato | Prestazione | Note |
| ---- | --------------- | ------- | ----------- | --------- | ----------- | ---- |
| 1936 | Giochi olimpici | Berlino | 400 m piani | Oro       | 46"5        |      |